# 2-й Західний провулок (Житомир)
2-й Західний провулок — провулок в Богунському районі міста Житомира.

## Характеристики
Розташований в районі Мальованки, на теренах Закам'янки. 
Бере початок з вулиці Західної, прямує на північний схід. Завершується на вулиці Героїв Пожежників за 280 м від свого початку.

## Історія
Провулок виник на початку XX століття.  Його траса була визначена у цей же період, а забудова формувалася поступово і завершилася до кінця 1960-х років.
Перша назва — Ровенський провулок. У 1915 році провулок входив до складу передмістя Закам'янки. Сучасна назва провулка затверджена у 1958 році.